# Josep Cañas i Cañas
Josep Cañas i Cañas (Bañeras, Tarragona, 1905 – Vendrell, 2001) fue un dibujante y escultor español.
Su aprendizaje fue autodidáctico, a pesar de que hizo algunos cursos en la Escuela de Artes y Oficios de Villanueva y Geltrú con Damià Torrents y su amigo Joaquín Mir. Sus primeros cuadros fueron de temática mediterránea y campestre.
Expuso individualmente por primera vez en la Sala Parés de Barcelona en 1932. En 1935 viajó a Londres y París con una beca de la Generalidad de Cataluña. Durante la Guerra civil española se afilió a la UGT y luchó en la batalla del Ebro con el bando republicano. Después de la guerra trabajó durante un tiempo con Ignacio Zuloaga y obtuvo algunos premios. Entre 1947 y 1955 estuvo en México, donde realizó cuadros de temas indigenistas.
Sus figuras de contornos redondeados y monumentalidad contenida, se desarrollan dentro de volúmenes cúbicos y cilíndricos. Se exponen obras suyas en los museos de arte contemporáneo de Barcelona, Bilbao y Madrid. De su obra destaca también la serie de dibujos 700 rostres, realizada entre los años 1928 y 1985.
En 1986 recibió la Cruz de San Jorge por la Generalidad de Cataluña y en 1987 fue nombrado hijo ilustre de su población natal, Bañeras. En el año 2001 la casa donde nació el escultor se habilitó como museo donde se pueden observar cronológicamente las cuatro etapas de su obra.
Josep Cañas falleció la vigilia de reyes del año 2001

## Obra escultórica
- Dinamiter (Barcelona, 1936)
- La pirámide (Ciudadela, 1942)
- Alegoría de la primavera y Alegoría del verano (1945), Jardín de la Fundación Julio Muñoz Ramonet
- A fray Junípero Serra (Carmel, Monterey, California, 1947)
- Monumento a los castellers (Villafranca del Panadés, 1963)
- Monumento a la sardana (Montjuic, Barcelona, 1965)
- Quatre de vuit de El Vendrell (entre 1965 y 1976)
- A Carmen Amaya (1966)

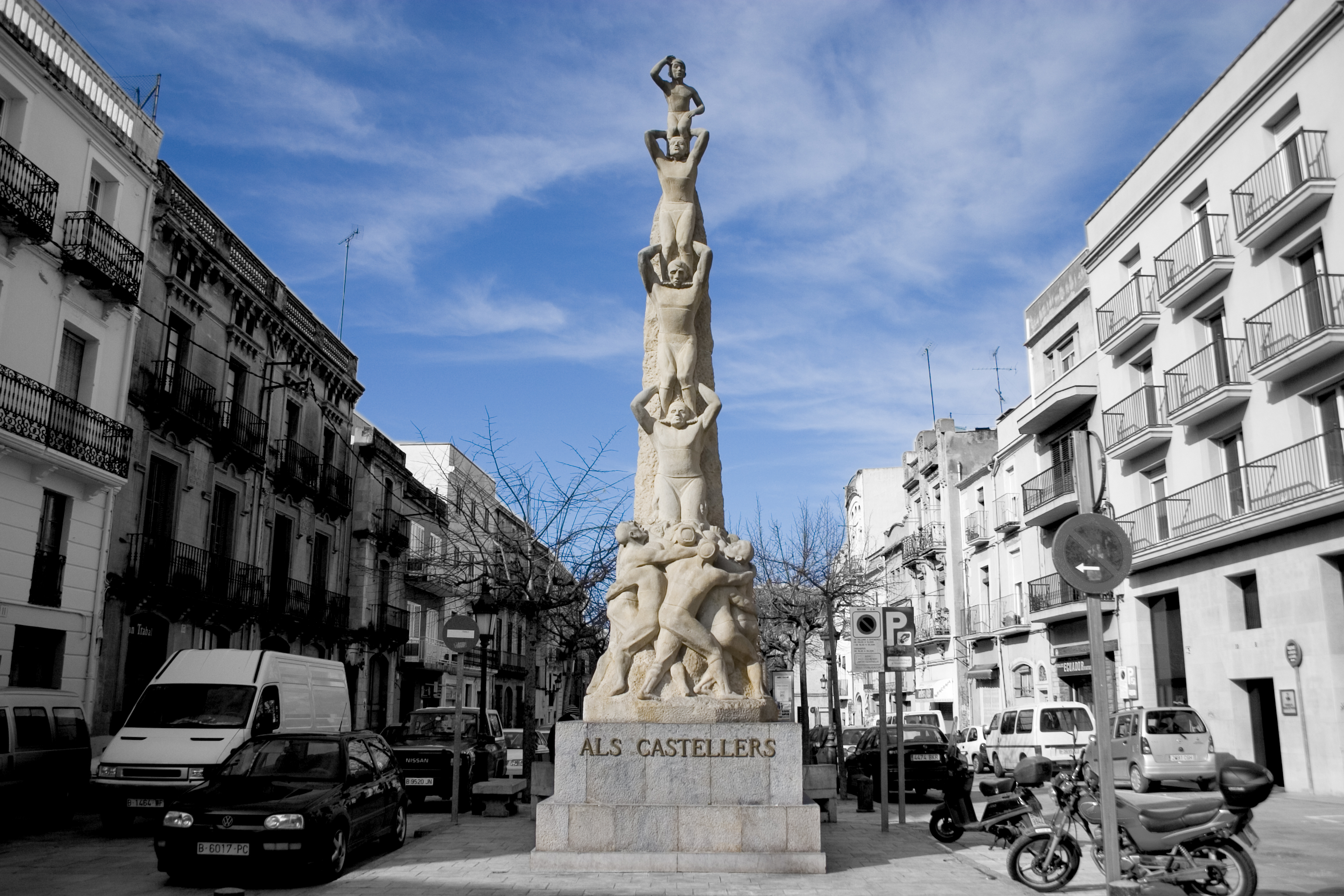
Monumento a los castellers (Villafranca del Panadés, 1963)
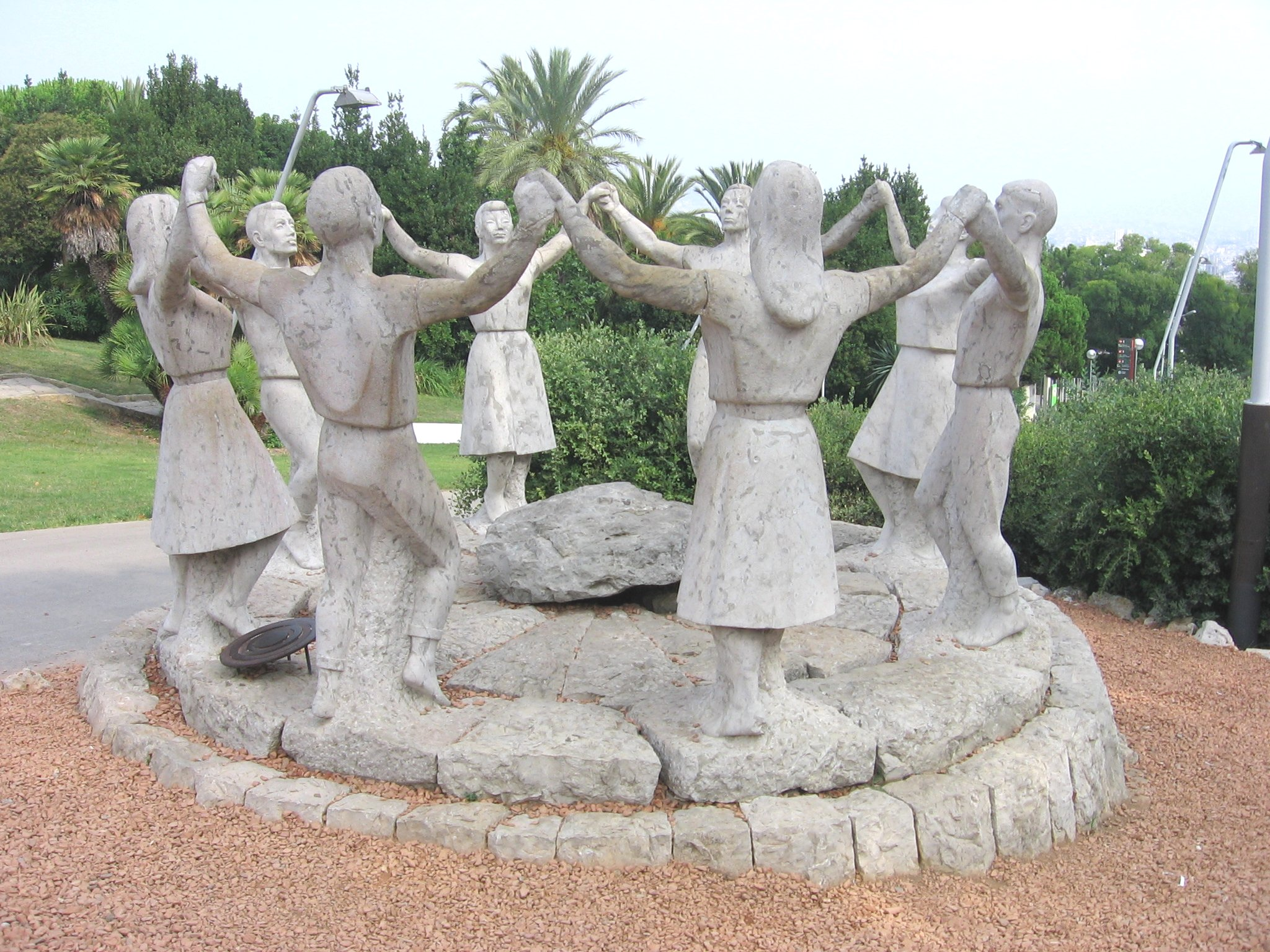
Monumento a la sardana (Montjuic, Barcelona, 1965)
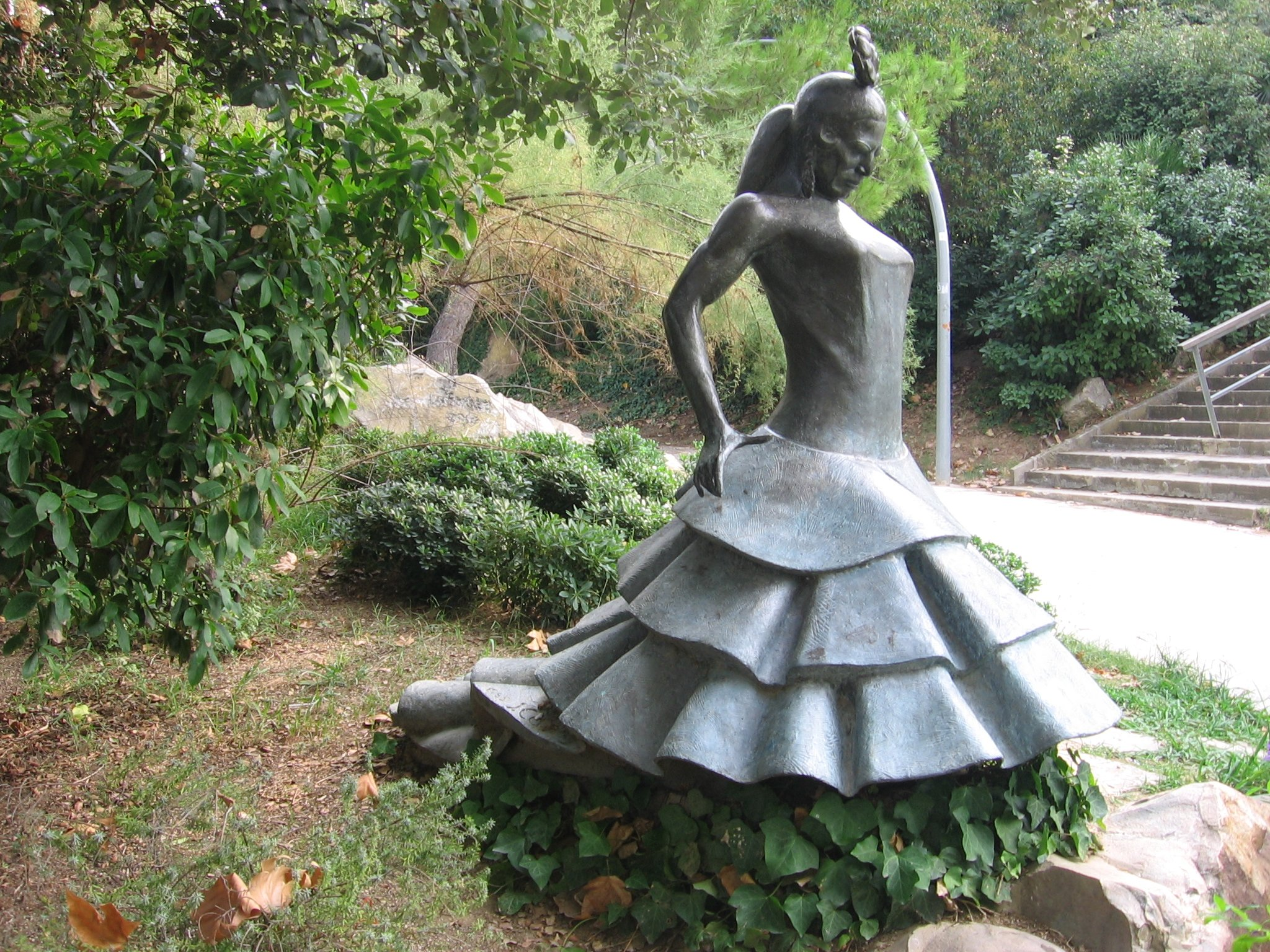
A Carmen Amaya, (Jardines de Joan Brossa, Barcelona, 1966).
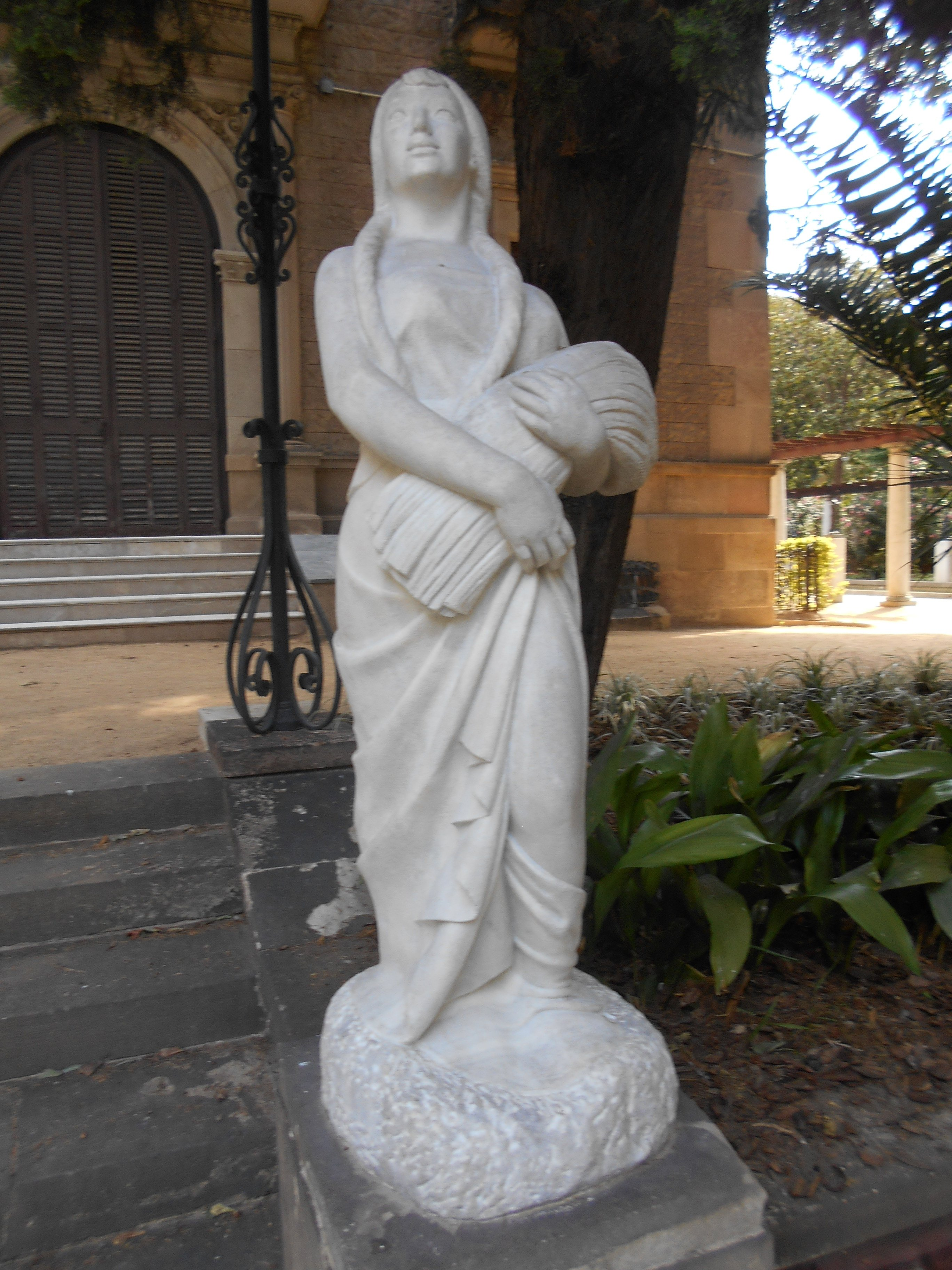
Alegoría de la primavera (1945), Jardín de la Fundación Julio Muñoz Ramonet.
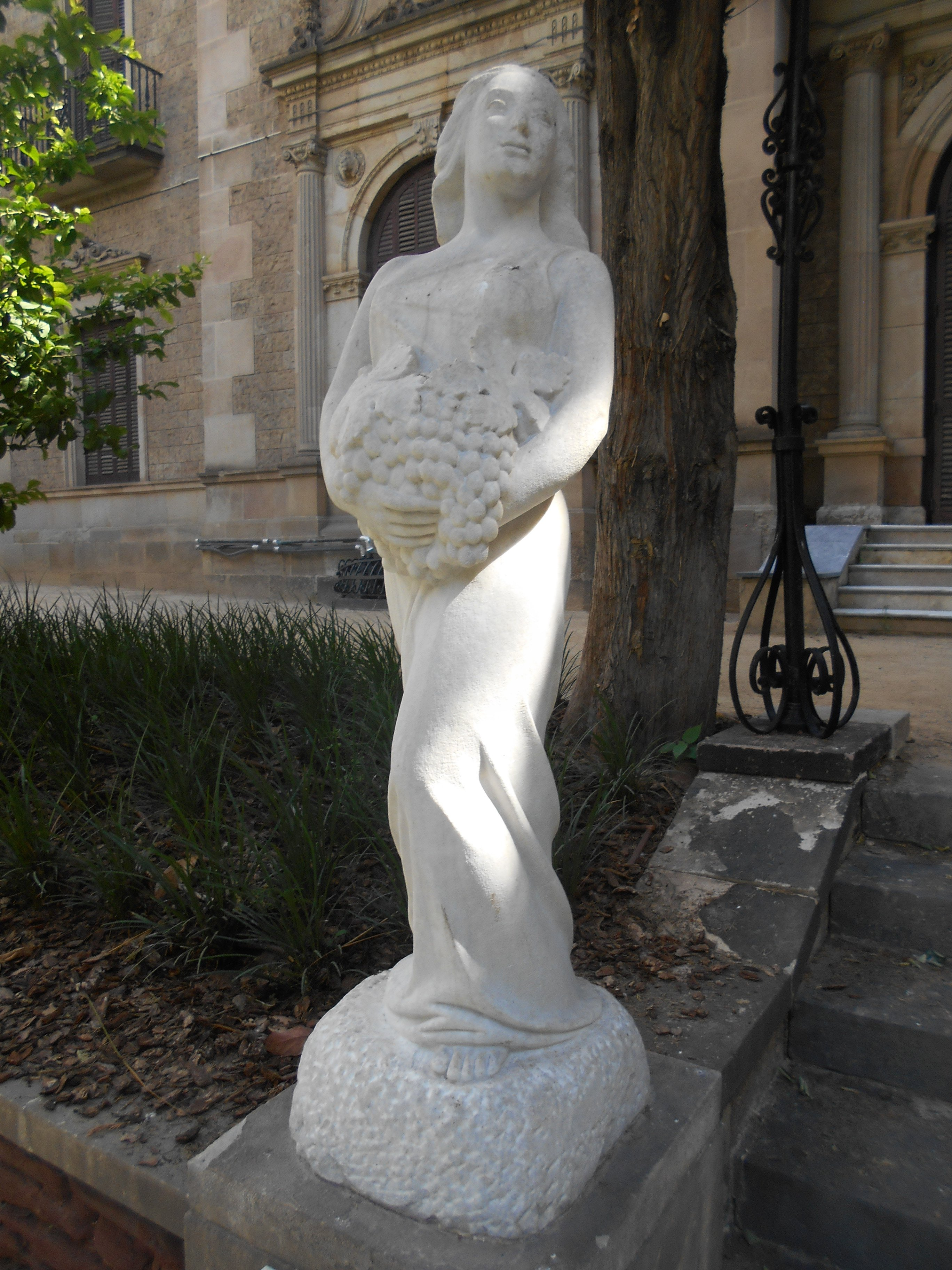
Alegoría del verano (1945), Jardín de la Fundación Julio Muñoz Ramonet.

## Obra literaria
- Camí d'espines (1927), teatro
- Amor, vida o mort (1928), teatro
- El vandalismo glorificado (1975)
- 700 Rostres (1986)
- Espines i flors. Vol.I (2011)
- Espines i flors. Vol.II (2015)